# Міністерство з питань канадської спадщини

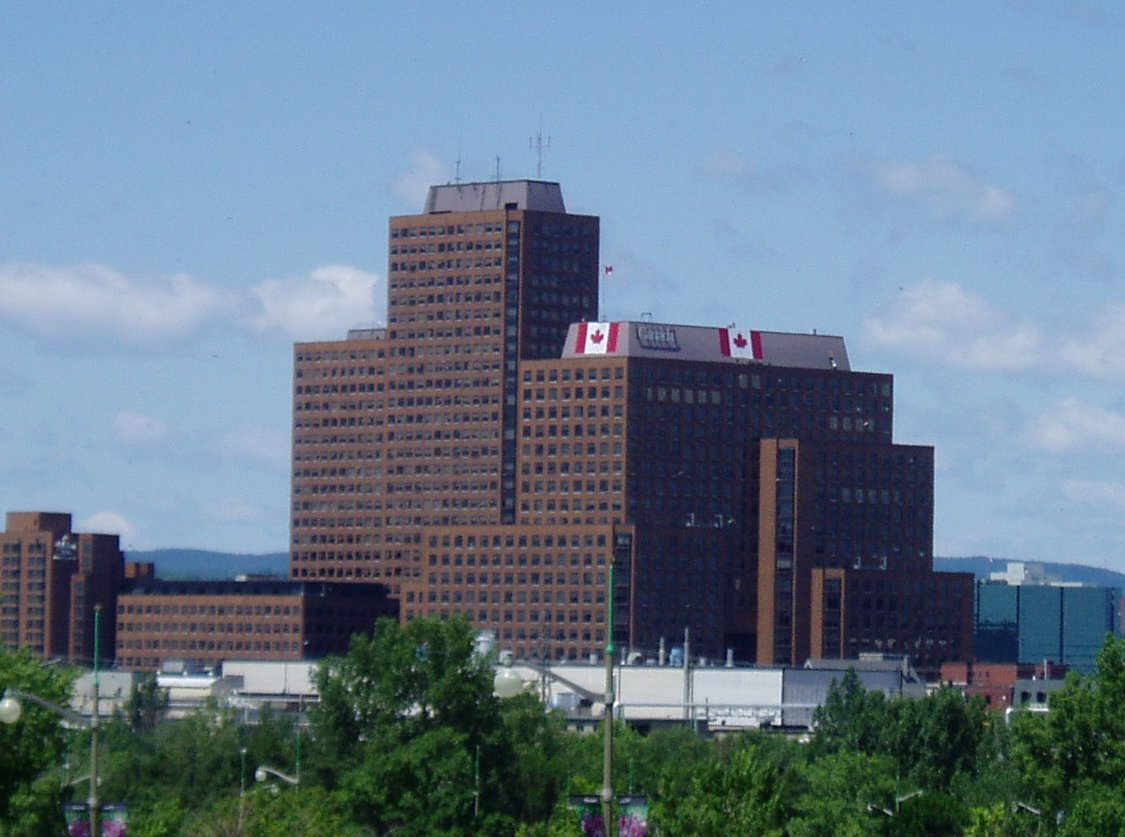
Вид на будівлю міністерства з берега Оттави

Міністерство з питань канадської спадщини (англ. Canadian Heritage, фр. Patrimoine canadien) — це міністерство уряду Канади, відповідальне за політику і урядові програми зі збереження, підтримки та розвитку мистецтва, культури, медіа, телекомунікацій, офіційних мов (включаючи французьку), прав жінок, спорту та мультикультуралізму. Міністерство також опікується візитами [Монархія Канади|Королеви Канади]] та членів королівської сім'ї до Канади.
Нині посаду міністра канадської спадщини обіймає Шеллі Гловер.
Штаб-квартира міністерства розташована у м. Гатіно, провінція Квебек, на березі річки Оттави, яка відділяє Гатіно від столиці Канади Оттави.

## Коротка історія
Міністерство було створене у 1993 році на базі Міністерства комунікацій, до якого раніше входило, і функції якого виконувало. Міністерству передали питання, що стосувалися аспектів впливу телекомунікацій на культуру, а технічні питання у галузі телекомунікацій були передні до Міністерства промисловості.
Пізніше, у 1996, міністерство розширилося за рахунок Міністерства мультикультуралізму і громадянства. Раніше питання громадянства перебували під юрисдикцією держсекретаря Канади.
У 2006 міністерство стало опікуватися питаннями прав жінок, які у 2008 повністю перейшли у юрисдикцію нового міністра, відповідального за стан жінок у Канаді.
У кінці 2008 питання громадянств передали у новостворене Міністерство громадянства та імміграції, а у 2013 мультикультуралізмом почало опікуватися нове Міністерство мультикультуралізму.

## Обов'язки, права та функції міністерства
Основні обов'язки, права та функції міністерства встановлені розділом 4 «Положення про Міністерство канадської спадщини» (англ. Department of Canadian Heritage Act), у якому йдеться про таке:
4.  (1) Повноваження, обов'язки та функції міністра поширюється на, і охоплюють всі питання, з яких парламент має юрисдикцію, не за законом будь-якого іншого відділу, ради або агентства уряду Канади, що відносяться до канадської ідентичності та цінностей, культурного розвитку та культурної спадщини.
(2) Юрисдикція міністра поширюється на зазначені у пункті (1) питання, але не обмежується тільки ними, охоплюючи:
(a) сприяння кращому розумінню прав людини, основних свобод і пов'язаних із ними цінностей;
(b) мультикультуралізм;
(c) мистецтва, у тому числі, культурні аспекти статусу митця;
(d) культурну спадщину і культурну індустрію, у тому числі виконавське мистецтво, візуальні і аудіовізуальні мистецтва, видавництва, звукозапис, кіно-, відео та літературу;
(e) національні визвольні змагання;
(f) заохочення, сприяння та розвиток спорту;
(g) забезпечення рівності статусу і використання англійської і французької мов та зміцнення і розвитку англійських та французьких мовних меншин в Канаді;
(h) державні урочистості і канадські символи;
(i) радіомовлення, за винятком питань з управління використанням частот і технічних аспектів мовлення;
(j) розроблення культурної політики, включаючи розроблення політики ставлення до іноземних інвестицій та до авторського права;
(k) збереження, експорт та імпорт культурних цінностей; а також:
(l) національні музеї, архіви та бібліотеки.
На додаток, розділи 42 т 44 «Акту про офіційні мови», встановлюють інші визначені обов'язки на Міністерство канадської спадщини.

## Програми та фонди
Міністерство опікується такими програмами та фондами:
- Центри дружби корінного населення
- Центри вивчення мов корінним населенням
- Ініціативний інноваційний фонд вивчення мов корінним населенням
- Післяосвітня навчальна програма для корінного населення
- Жіночі програми для корінного населення
- Допоміжна програма вивчення мов із частковою зайнятістю
- Канадський фонд презентації митців (раніше — Презентація митців)
- Програма сприяння атлетам
- Канадський книжковий фонд (раніше — Програма розвитку видавничої індустрії)
- Розбудова спільнот через мистецтво і культурну спадщину
- Канадський фонд підвищення кваліфікації митців (колишня Національна програма підготовки митців)
- Канадський інвестиційний фонд культури (колишня Канадська програма виживання мистецтва та спадщини)
- Фонд культурних місць Канади (колишні Культурні місця Канади)
- Канадський фонд інтерактивних мистецтв
- Канадський медіа-фонд
- Канадський музичний фонд
- Канадський фонд періодичних видань (раніше — Програма сприяння видавничій діяльності/Фонд журналів Канади)
- Канадська програма компенсації витрат пересувних виставок
- Канадські/територіальні угоди співпраці з підтримки мов корінного населення
- Канадський інститут збереження інтернатури
- Кредитування канадських фільмів та відеопродукції
- Канадські навчальні програми
- Фундація «Святкуй, Канадо!»
- Культурні столиці Канади
- Культурні зв'язки для молоді корінного населення
- Фонд розвитку культури
- Програма розвитку офіційно-мовних спільнот
- Програма підвищення стипендій на вивчення французької
- Покращення програм офіційних мов
- Канадська програма обміну
- Літня програма «друга мова»
- Програма надання гостинності
- «Катімавік»
- Мови на роботі
- Програми надання особливих культурних грантів
- Програма допомоги музеям
- Національний день корінного населення
- Проекти радіомовлення і його поширення для північних корінних народів
- Допоміжна програма вивчення мов із повною зайнятістю
- Програма підтримки спорту
- Фінансування програм статусу жінок
- Інвестиційна програма «віртуальні музеї Канади»
- Робота для канадської молоді
- Молодіжні програми

## Список міністрів
| Ім'я (Портфоліо)                                                         | Терміни перебування на посаді | Терміни перебування на посаді | Політична партія            |
| ------------------------------------------------------------------------ | ----------------------------- | ----------------------------- | --------------------------- |
| Шейла Коппс (англ. Sheila Copps) (Канадська спадщина)                    | 12 липня 1996                 | 11 грудня 2003                | Ліберальна партія Канади    |
| Елен Шерера (англ. Hélène Scherrer) (Канадська спадщина)                 | 12 грудня 2003                | 19 липня 2004                 | Ліберальна партія Канади    |
| Лайза Фрулла (англ. Liza Frulla) (Канадська спадщина)                    | 20 липня 2004                 | 5 лютого 2006                 | Ліберальна партія Канади    |
| Бев Ода (англ. Bev Oda) (Канадська спадщина та статус жінок)             | 6 лютого 2006                 | 14 серпня 2007                | Консервативна партія Канади |
| Жозі Вернер (англ. Josée Verner) (Канадська спадщина та статус жінок)    | 14 серпня 2007                | 29 жовтня 2008                | Консервативна партія Канади |
| Джеймс Мур (англ. James Moore) (Канадська спадщина та офіційні мови)     | 30 жовтня 2008                | 15 липня 2013                 | Консервативна партія Канади |
| Шеллі Гловер (англ. Shelly Glover) (Канадська спадщина та офіційні мови) | 15 липня 2013                 | на посаді                     | Консервативна партія Канади |